# Sallatsläktet
Sallatsläktet (Lactuca) är ett släkte i familjen korgblommiga växter med ett 75-tal arter i Eurasien, Afrika, Nord- och Centralamerika. Flera betecknas som ogräs, men en art odlas som grönsak. Släktets systematik är komplex och flera arter förs ibland till andra släkten, som skogssallatssläktet (Mycelis), tortasläktet (Cicerbita) och strandsallatssläktet (Mulgedium). International Cichorieae Network räknar dock alla dessa till Lactuca .
Släktet innehåller ett- eller tvååriga örter som kan vara kala eller borsthåriga. De är upprätta, ofta relativt högväxta och har alla mjölksaft. Bladen är strödda, ibland även med rosettblad. Dessa kan vara enkla eller parflikiga, de är tandade, oskaftade, kortskaftade, eller ibland stjälkomfattande. Blomkorgarna är många och små. De sitter i grenade klasar, mer eller mindre tätt. Holkfjällen är tegellagda. Korgbottnen saknar fjäll mellan de egentliga blommorna. Blommorna är tunglika och blekgula. Frukten är elliptisk, tillplattad, ribbad och med ett långt trådlikt spröt. Penseln består av många tunna hår.

## Bildgalleri

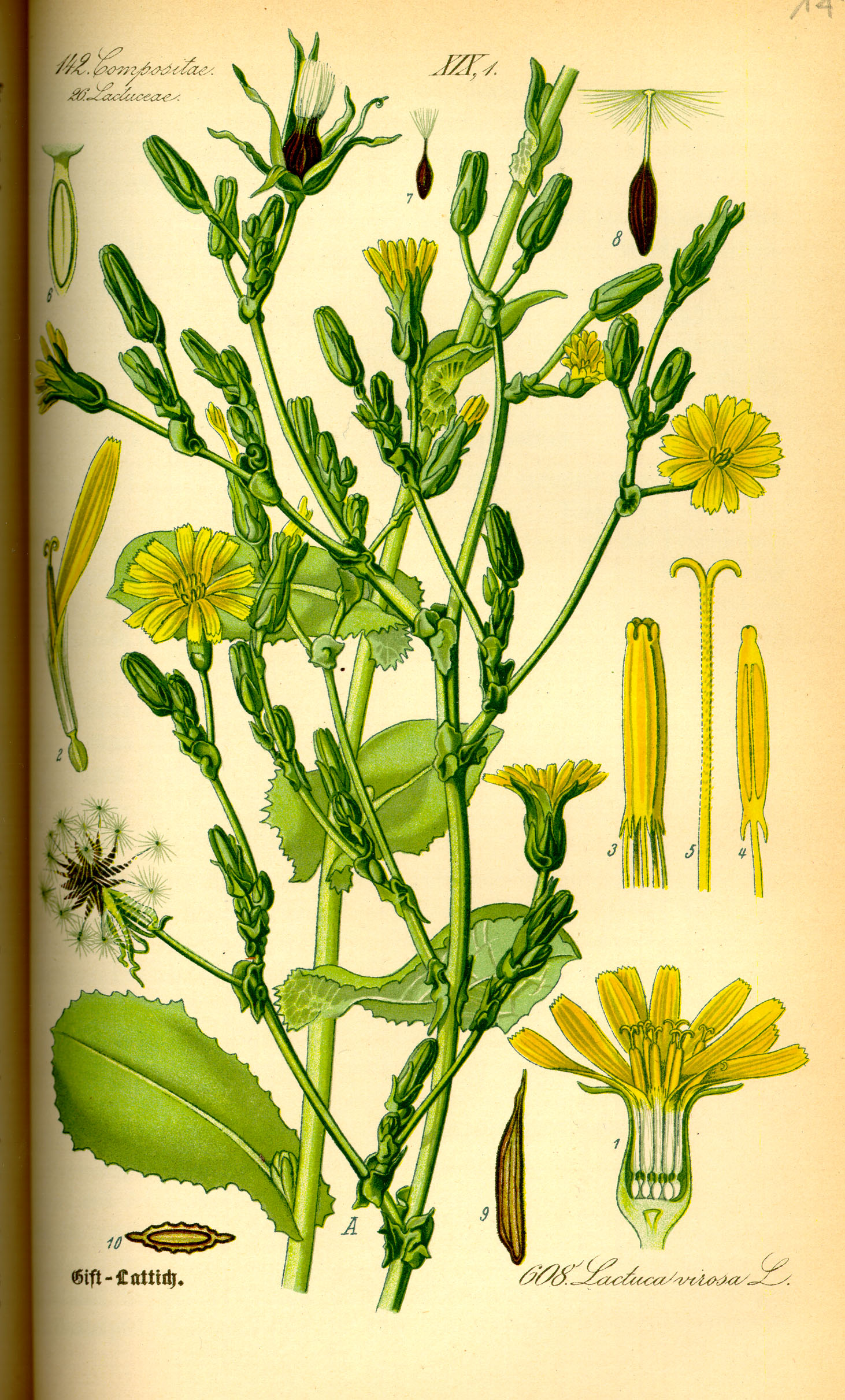
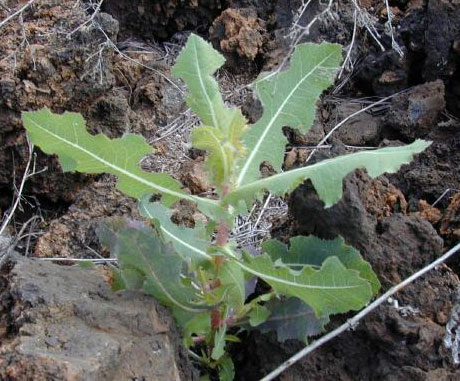
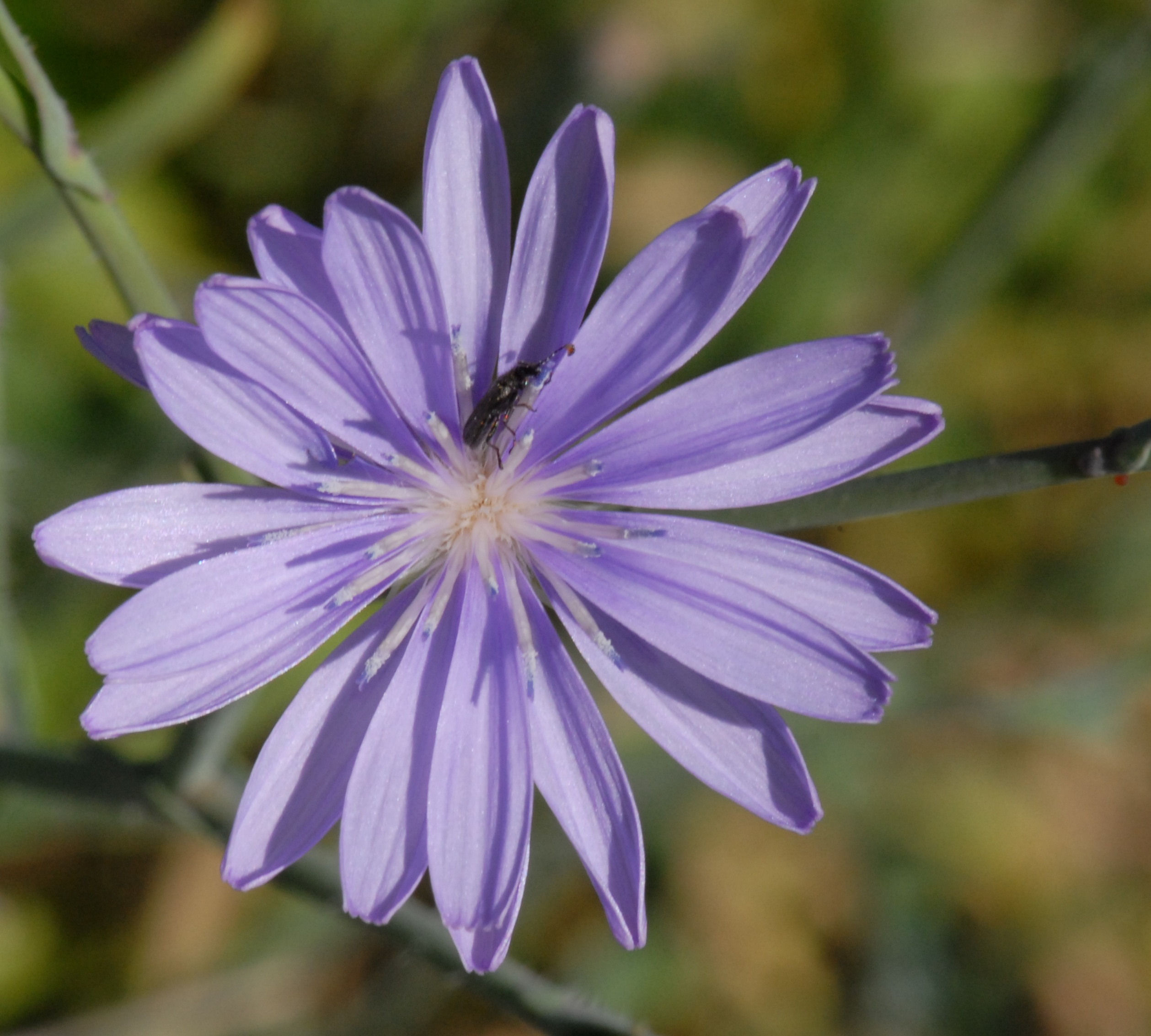
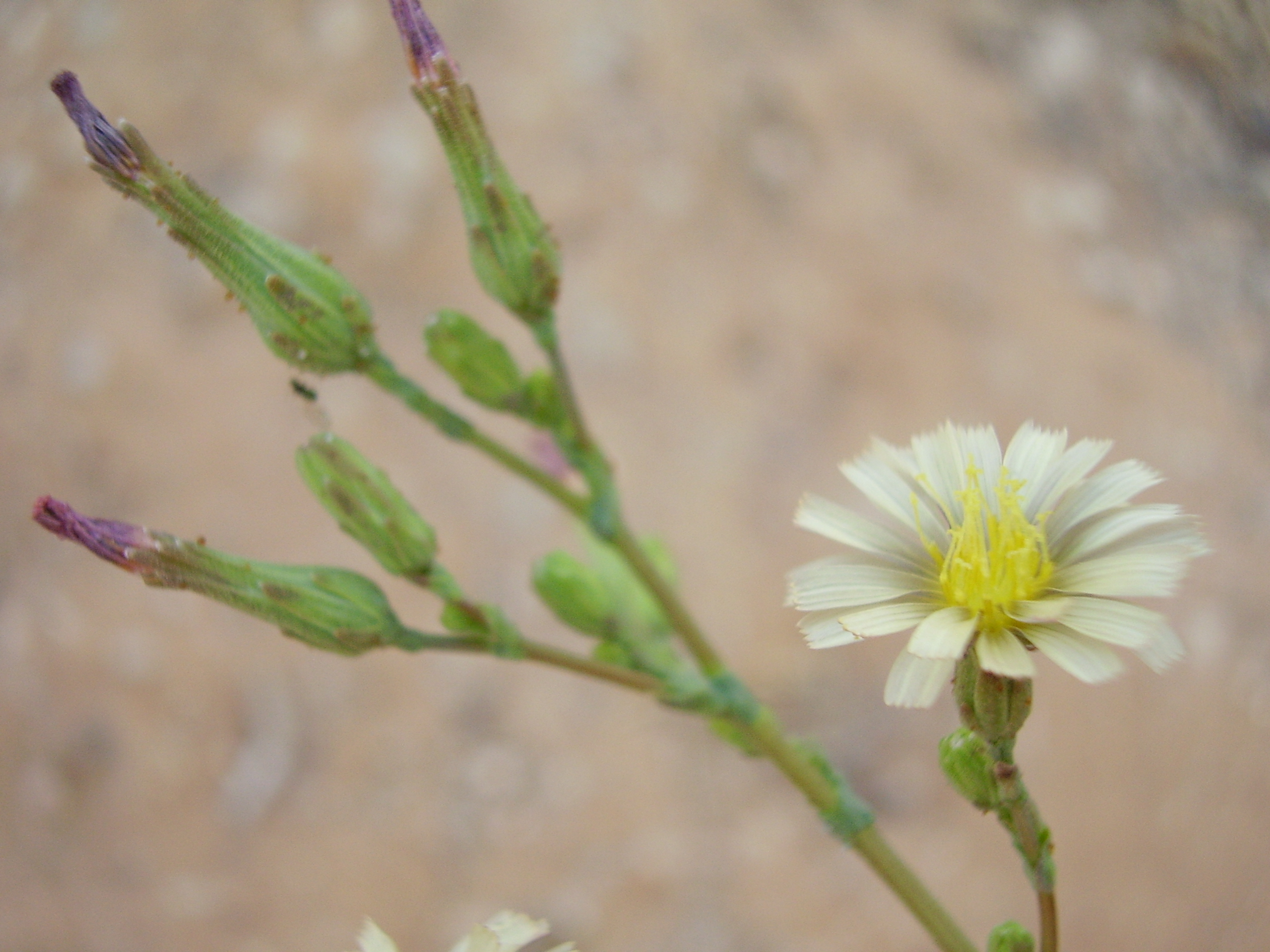

## Dottertaxa till Sallatsläktet, i alfabetisk ordning[1]
- Lactuca abietina
- Lactuca acanthifolia
- Lactuca acaulis
- Lactuca aculeata
- Lactuca acuminata
- Lactuca adenophora
- Lactuca alabamensis
- Lactuca alaica
- Lactuca alatipes
- Lactuca alpestris
- Lactuca alpina
- Lactuca ambacensis
- Lactuca aogashimaensis
- Lactuca attenuata
- Lactuca aurea
- Lactuca azerbaijanica
- Lactuca azurea
- Lactuca benthamii
- Lactuca biennis
- Lactuca boissieri
- Lactuca bourgaei
- Lactuca brachyrrhyncha
- Lactuca bracteata
- Lactuca brassicifolia
- Lactuca brunoniana
- Lactuca calophylla
- Lactuca canadensis
- Lactuca cichorioides
- Lactuca corymbosa
- Lactuca crambifolia
- Lactuca crassicaulis
- Lactuca cubanguensis
- Lactuca cyprica
- Lactuca decipiens
- Lactuca deltoidea
- Lactuca dichotoma
- Lactuca dissecta
- Lactuca dolichophylla
- Lactuca dumicola
- Lactuca elongata
- Lactuca fenzlii
- Lactuca filicina
- Lactuca floridana
- Lactuca formosana
- Lactuca garrettii
- Lactuca georgica
- Lactuca glandulifera
- Lactuca glareosa
- Lactuca glauciifolia
- Lactuca gorganica
- Lactuca gracilipetiolata
- Lactuca graminifolia
- Lactuca haimanniana
- Lactuca henryi
- Lactuca hirsuta
- Lactuca hispida
- Lactuca homblei
- Lactuca hookeri
- Lactuca imbricata
- Lactuca indica
- Lactuca inermis
- Lactuca intricata
- Lactuca jamaicensis
- Lactuca kanitziana
- Lactuca kashmiriana
- Lactuca kochiana
- Lactuca lahulensis
- Lactuca lasiorhiza
- Lactuca lessertiana
- Lactuca leucoclada
- Lactuca leucophaea
- Lactuca longespicata
- Lactuca longidentata
- Lactuca ludoviciana
- Lactuca macrophylla
- Lactuca macrorhiza
- Lactuca madatapensis
- Lactuca malaissei
- Lactuca marschallii
- Lactuca marunguensis
- Lactuca microcephala
- Lactuca monocephala
- Lactuca morssii
- Lactuca mulgedioides
- Lactuca muralis
- Lactuca mwinilungensis
- Lactuca olgae
- Lactuca orientalis
- Lactuca oyukludaghensis
- Lactuca palmensis
- Lactuca pancicii
- Lactuca paradoxa
- Lactuca parishii
- Lactuca perennis
- Lactuca persica
- Lactuca petrensis
- Lactuca picridiformis
- Lactuca plumieri
- Lactuca polyclada
- Lactuca praecox
- Lactuca praevia
- Lactuca pumila
- Lactuca putii
- Lactuca quercina
- Lactuca racemosa
- Lactuca raddeana
- Lactuca rapunculoides
- Lactuca rechingeriana
- Lactuca repens
- Lactuca reviersii
- Lactuca rosularis
- Lactuca saligna
- Lactuca sativa
- Lactuca scandens
- Lactuca scarioloides
- Lactuca schulzeana
- Lactuca schweinfurthii
- Lactuca serriola
- Lactuca setosa
- Lactuca sibirica
- Lactuca sikkimensis
- Lactuca singularis
- Lactuca songeensis
- Lactuca soongorica
- Lactuca spinidens
- Lactuca stebbinsii
- Lactuca stelbinsiana
- Lactuca stipulata
- Lactuca takhtadzhianii
- Lactuca tatarica
- Lactuca tenerrima
- Lactuca tetrantha
- Lactuca tinctociliata
- Lactuca triangulata
- Lactuca triquetra
- Lactuca tuberosa
- Lactuca tysonii
- Lactuca ugandensis
- Lactuca undulata
- Lactuca variabilis
- Lactuca watsoniana
- Lactuca vialea
- Lactuca viminea
- Lactuca winkleri
- Lactuca violifolia
- Lactuca virosa
- Lactuca zambeziaca